# 山田四郎
山田 四郎（やまだ しろう、1869年1月10日（明治元年11月28日） - 1932年（昭和7年）12月4日）は、大日本帝国陸軍軍人。最終階級は陸軍中将。位階勲等功級は正四位勲二等功二級。

## 経歴・人物
長州藩士・山田甚五郎の次男として周防国に生まれ、1927年（昭和2年）兄の正太郎より家督を相続する。
1891年（明治24年）陸軍士官学校第2期卒業。翌年、陸軍歩兵少尉に任官する。
第5師団副官、歩兵第11連隊大隊長、独立守備隊大隊長を経て、1913年（大正2年）1月に陸軍歩兵大佐・徳島連隊区司令官に任官。
ついで、1914年（大正3年）1月に歩兵第43連隊長、1916年（大正5年）4月に歩兵第73連隊長を経て、1917年（大正6年）8月に陸軍少将・歩兵第12旅団長（第12師団）に補任され、シベリア出兵に従軍。ハバロフスクおよびブラゴベシチェンスクを占領した。
その後は、1920年（大正9年）8月に第12師団司令部附を経て、1922年（大正11年）8月に陸軍中将に進級と同時に待命、1923年（大正12年）3月に予備役に、1931年（昭和6年）4月に後備役に編入した。

## 栄典
位階
- 正四位[3]

勲章等
- 勲二等瑞宝章[3]
- 勲二等旭日重光章[3]
- 功三級金鵄勲章[3]
- 功二級金鵄勲章[3]

外国勲章佩用允許
- 金色エトアル附クロア・ド・ゲール勲章（en）[3]